# 先生 (歌曲)
《先生》（日语： misutā */?）是日本雙人音樂組合YOASOBI的第十五首單曲，於2022年2月16日發行。此曲是YOASOBI與水鈴社合作的直木賞作家小說歌曲改編企劃「第一次的經歷」的第一首歌，改編自島本理生的《我唯一的主人》，所代表的是「第一次喜歡一個人時聽的歌曲」。

## 製作與背景
YOASOBI於第二張EP《THE BOOK 2》推出的同日，宣布與水鈴社合作的小說歌曲改編企劃「第一次的經歷」，改編四位獲得日本極高文學榮譽，也是日本文學界最重要獎項之一直木賞的作家所做的小說作品，分別為：
- 島本理生的《我唯一的主人》，代表「第一次喜歡一個人時聽的歌曲」，並於此次改編為單曲〈先生〉。
- 辻村深月的《幽靈》，代表「第一次離家時聽的歌曲」。
- 宮部みゆき的《異色的卡牌》，代表「第一次被人懷疑時聽的歌曲」。
- 森絵都的《光之種子》，代表「第一次告白時聽的歌曲」。

全四篇小說將收錄進書本並出版為《第一次的經歷》，於2022年2月16日公開發售。由於主題為「第一次喜歡一個人的感覺」，島本理生的《我唯一的主人》，講述的是一個名叫「博庫」（ボク，為日文的「我」的意思）的機器人，初見主人成瀨（なるせ）先生時，產生的感情。
1月26日，YOASOBI在他們的廣播節目《YOASOBI的All Night Nippon X》發表了這支單曲，並在推特上發起投票活動，讓大家猜測發布日期會在2月16、18或21號。 而在2月8日，在富士電視的晨間節目《鬧鐘電視》上，YOASOBI更發布了一小段的新曲試聽剪輯。隨後公布預告片，並宣布將在2月16日於各大串流平台發布這張單曲。全曲亦在當日於廣播節目完整播出。

## 發行
〈先生〉於2022年2月16日於Spotify、Apple Music、YouTube Music等各大串流平台開放串流或下載。

## 歌詞內容概述
〈先生〉 由Ayase作詞，ikura演唱。是首時長3分07秒，每分鐘120拍的升c小調日本流行音樂。這首歌是一首描述「痛苦的短暫時光」的城市流行歌曲。
島本理生對這首歌有以下評價：
たくさんの人の胸に眠る、切なくて優しくて懐かしい物語を思い出させてくれる曲だと思います。
|              | 第一次聆聽這首歌時，它溫柔地喚起了我一些的回憶，關於那些我再也見不到的人。我認為這是會讓人想起在很多人心中沉睡著的，既悲傷、溫柔又令人懷念的故事的一首歌曲。 |
| ——島本理生， | |

|              | 我投入了很多心血在這份初次接下的挑戰，最後形成了，或應該稱之為我的原點的，我曾愛過的某人的故事。 請在《我唯一的主人》這個短篇故事裡面，遇見某種比愛情更深層次、更加強大的情感連結吧！ |
| ——島本理生， | |

## 音樂影片
〈先生〉的音樂影片於2022年5月22日於Ayase的頻道上首播。

## 收錄歌曲
| 數位下載 | 數位下載 | 數位下載 | 數位下載 | 數位下載 |
| 曲序     | 曲目     | 词曲     | 编曲     | 时长     |
| -------- | -------- | -------- | -------- | -------- |
| 1.       |          | Ayase    | Ayase    | 3:07     |
| 总时长： | 总时长： | 总时长： | 总时长： | 3:07     |